# 普赖
普赖（法語：Pray，法語發音：[pʁɛ]）是法国卢瓦-谢尔省的一个市镇，属于旺多姆区。

## 地理
普赖（47°40'34"N, 1°7'1"E）面积10.48 平方千米，位于法国中央-卢瓦尔河谷大区卢瓦-谢尔省，该省份为法国中北部省份，北起厄尔-卢瓦省，东北接卢瓦雷省，东南接谢尔省，南至安德尔省，西南接安德尔-卢瓦尔省，西北接萨尔特省。
与普赖接壤的市镇（或旧市镇、城区）包括：克吕舍赖、贡贝尔让、朗塞、朗科姆、朗德勒戈卢瓦、图拉耶、维勒罗曼。

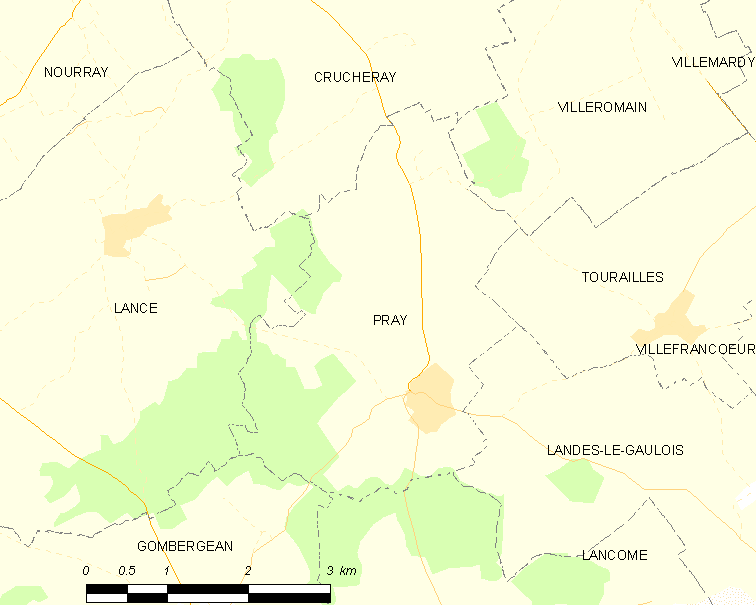
普赖的OSM定位图

普赖的时区为UTC+01:00、UTC+02:00（夏令时）。

## 行政
普赖的邮政编码为41190，INSEE市镇编码为41182。

## 政治
普赖所属的省级选区为卢瓦河畔蒙图瓦尔县。

## 人口

1962-2008年间普赖人口变化图示

普赖于2022年1月1日时的人口数量为280人。